# Кошелево (Алтайский край)
Кошелево — село в Тальменском районе Алтайского края. Входит в состав Лушниковского сельсовета.

## История
Основано в 1626 г. В 1928 году состояло из 352 хозяйств, основное население — русские. В административном отношении являлось центром Кошелевского сельсовета Тальменского района Барнаульского округа Сибирского края.

## Население
| 1926 | 1997 | 1998 | 1999 | 2000 | 2001 |
| ---- | ---- | ---- | ---- | ---- | ---- |
| 1630 | ↘300 | ↗308 | ↗311 | ↗312 | ↗330 |
| 2002 | 2003 | 2004 | 2005 | 2006 | 2007 |
| ↘313 | ↘312 | ↘304 | ↘303 | ↘283 | ↗286 |
| 2008 | 2009 | 2010 | 2011 | 2012 | 2013 |
| ↘285 | ↗286 | ↘221 | →221 | ↘204 | ↘193 |

Национальный состав
Согласно результатам переписи 2002 года, в национальной структуре населения русские составляли 92 %.